# 湯っ歩の里
湯っ歩の里（ゆっぽのさと）は、栃木県那須塩原市の塩原温泉郷の門前温泉にある、日本最大級の足湯施設である。

## 経緯
塩原温泉郷は西暦806年（大同元年）の開湯以来の歴史を持ち、明治時代に鉄道が開通してからは、尾崎紅葉をはじめ多くの文人墨客に愛される温泉保養地となった。ところが、バブル崩壊の頃から観光客の志向に変化が生じ、塩原温泉も旅館や商店の閉鎖が相次いだ。塩原町は2004年に「“感じる温泉街”再生計画」を策定。その中に、2006年の開湯1200年を記念した温泉公園の構想が盛り込まれた。事業は2003年よりプロポーザル方式で進められ、温泉街中心部の撤退した旅館の跡地に2005年7月29日に着工。総事業費約5億3千万円を投じ、2006年6月30日に竣工。同年8月1日に開業した。開湯1200年記念事業では主会場として使用され、初年度は計画を上回る来場客があった。
指定管理者制度が導入されており、2020年度からは有限会社塩原アメニティケアと有限会社ビッグウッドによる那須塩原市塩原温泉湯っ歩の里共同事業体が受託している。

## 建築
敷地は東側を南北に流れる箒川に向かってひな壇状に低くなっており、高低差を生かした作りになっている。西側に駐車場と、塩原11湯の歴史や泉質に関する展示のある「歩廊」があり、南側を通る国道400号と塩原街道を結ぶ通りからのアプローチとなる。建物は大きく分けて、この「歩廊」と、「歌仙堂」、「足湯回廊」で構成される。歌仙堂は2階建で、2層の大屋根を木組みの架構で支えた構造。上階にエントランスホール、階下に受付やロッカールーム、管理運営施設が配置されている。奈良時代より、人々が歌を詠みあい交流する場を歌仙堂と呼ばれており、湯っ歩の里でも文化交流や温泉文化情報の発信の場となる願いから歌仙堂と名付けられた。階下の受付の先は、楕円形の鏡池を囲んで左右に各30m、全長60mの足湯回廊が広がる。外周側は板張りの通路、内側は底に足つぼを刺激する石を配した足湯があり、間仕切りには両側にベンチがあることから、歩行浴と座った姿勢の二通りの利用の仕方ができる。内側・外側のサッシで外部空間との一体感を出すため、筋交いを極力設けない構造とした。足湯回廊で囲まれた鏡池では、時折温泉霧と間欠泉の演出が行われる。周囲は緩やかな勾配を付けた遊歩道が整備され、別棟の飲泉場や、塩原にゆかりのある夏目漱石、長塚節、室生犀星の文学碑・歌碑がある。
泉質はナトリウム・カルシウム-塩化物・炭酸水素塩温泉。足湯で使用したお湯は鏡池を経て、湯滝に注ぐ。遊歩道は湯滝の裏側にも通じており、霧状の温泉を浴びることのできる空間となっている。足湯の利用は有料であるが、庭園や飲泉場は料金不要である。
本施設は2007年度に、グッドデザイン賞建築・環境デザイン部門を受賞している。

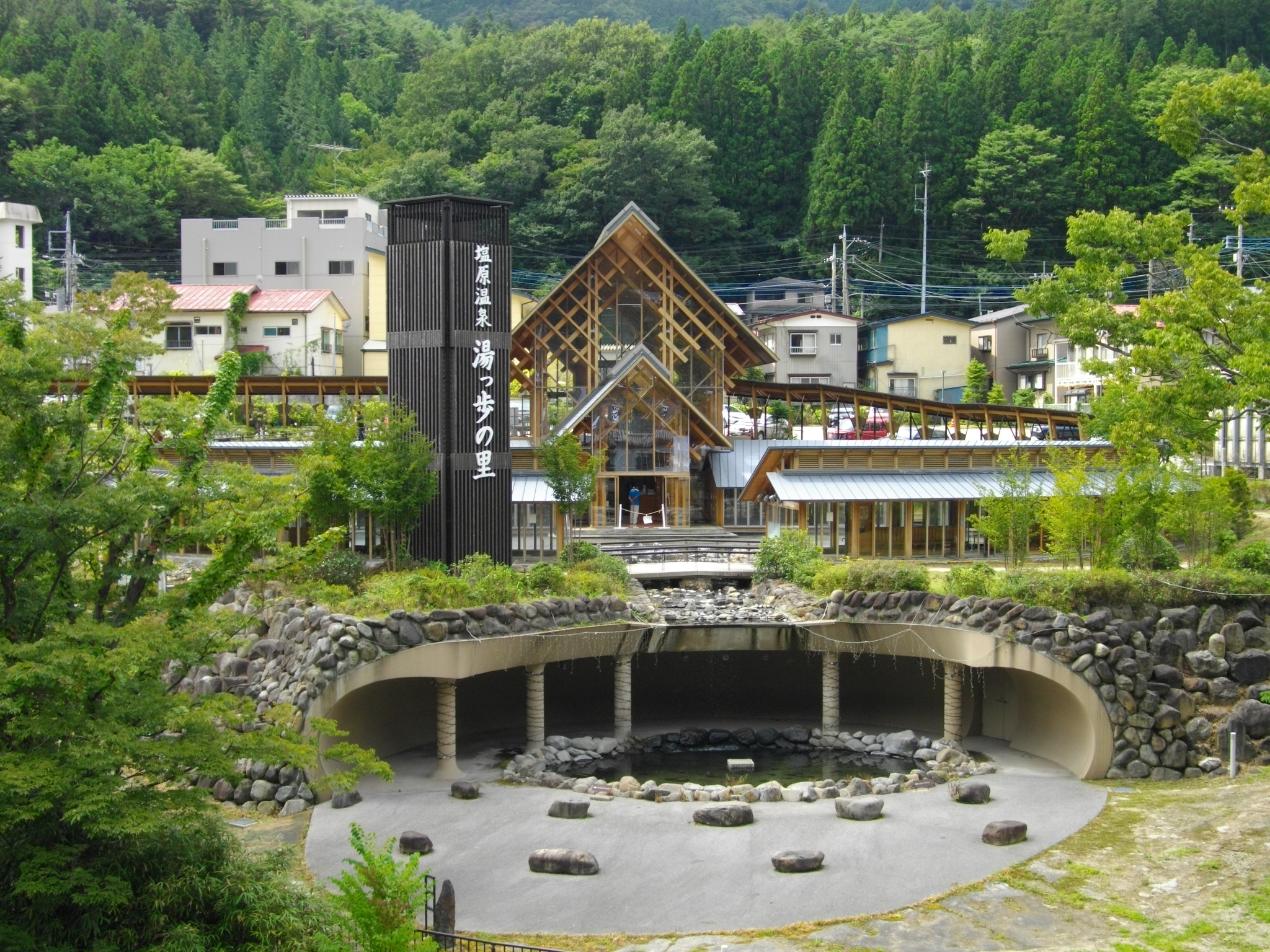
夏の湯っ歩の里
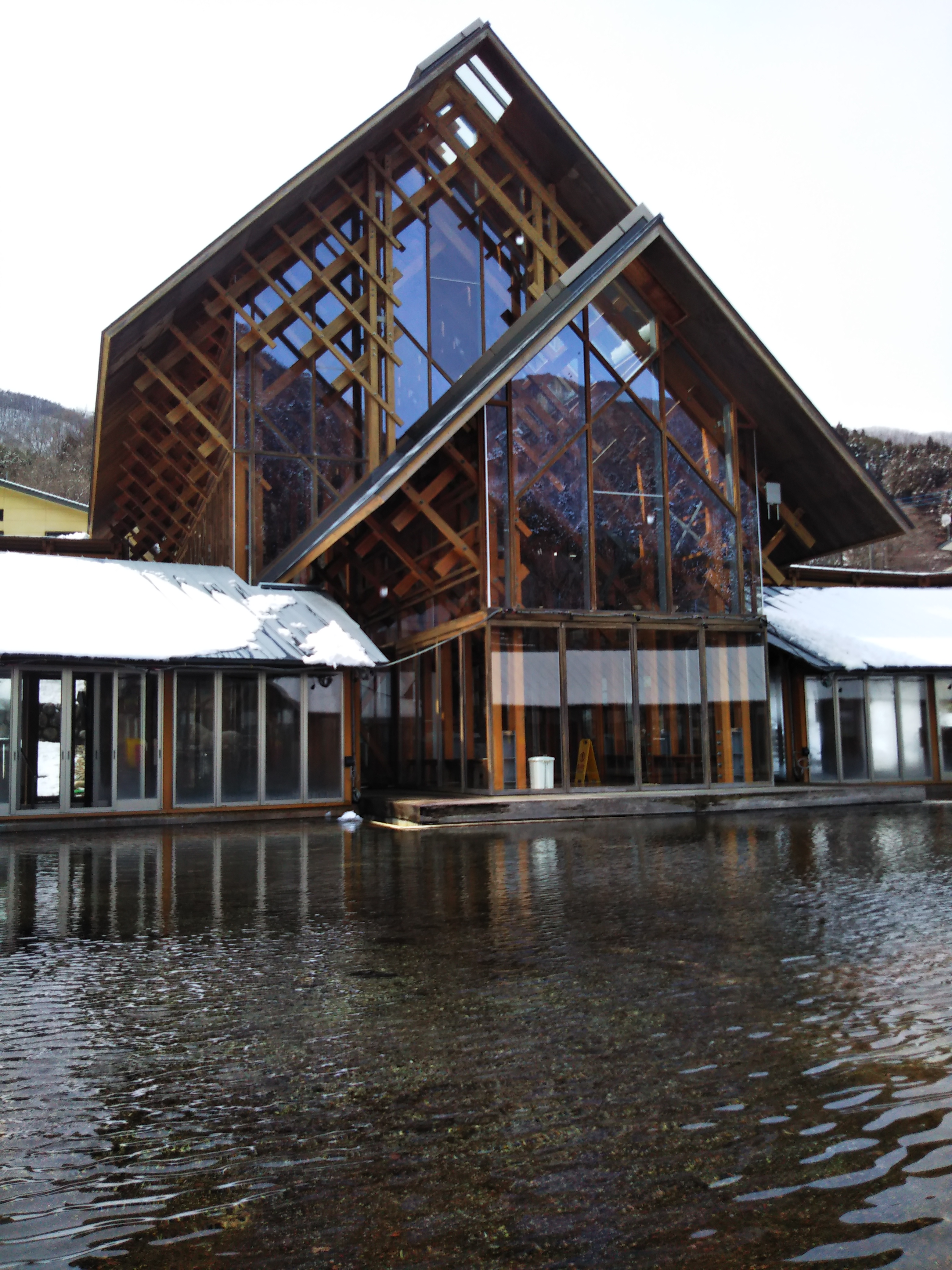
歌仙堂と鏡池。
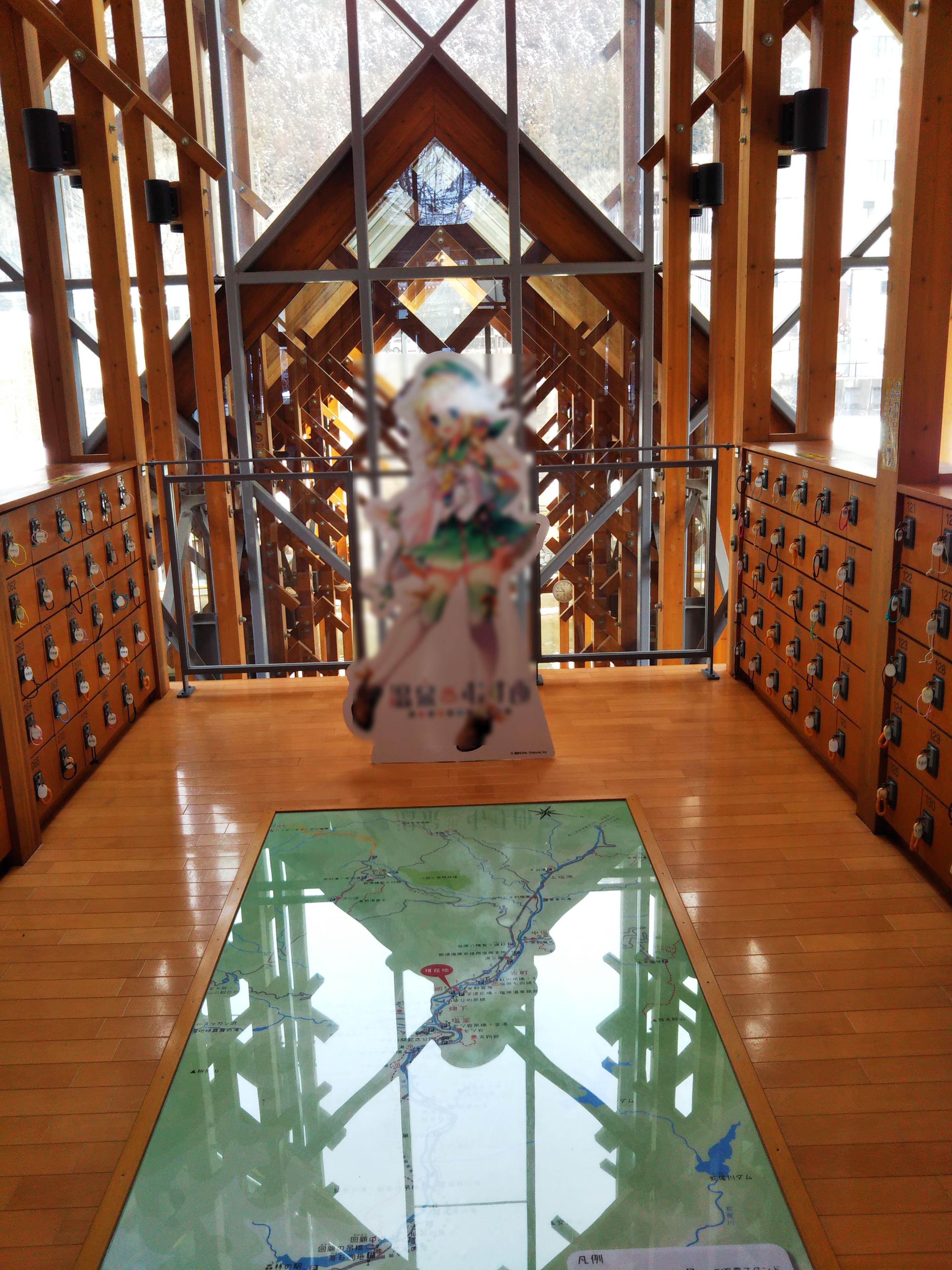
歌仙堂内部。温泉むすめの塩原八弥のパネルが展示されていた。
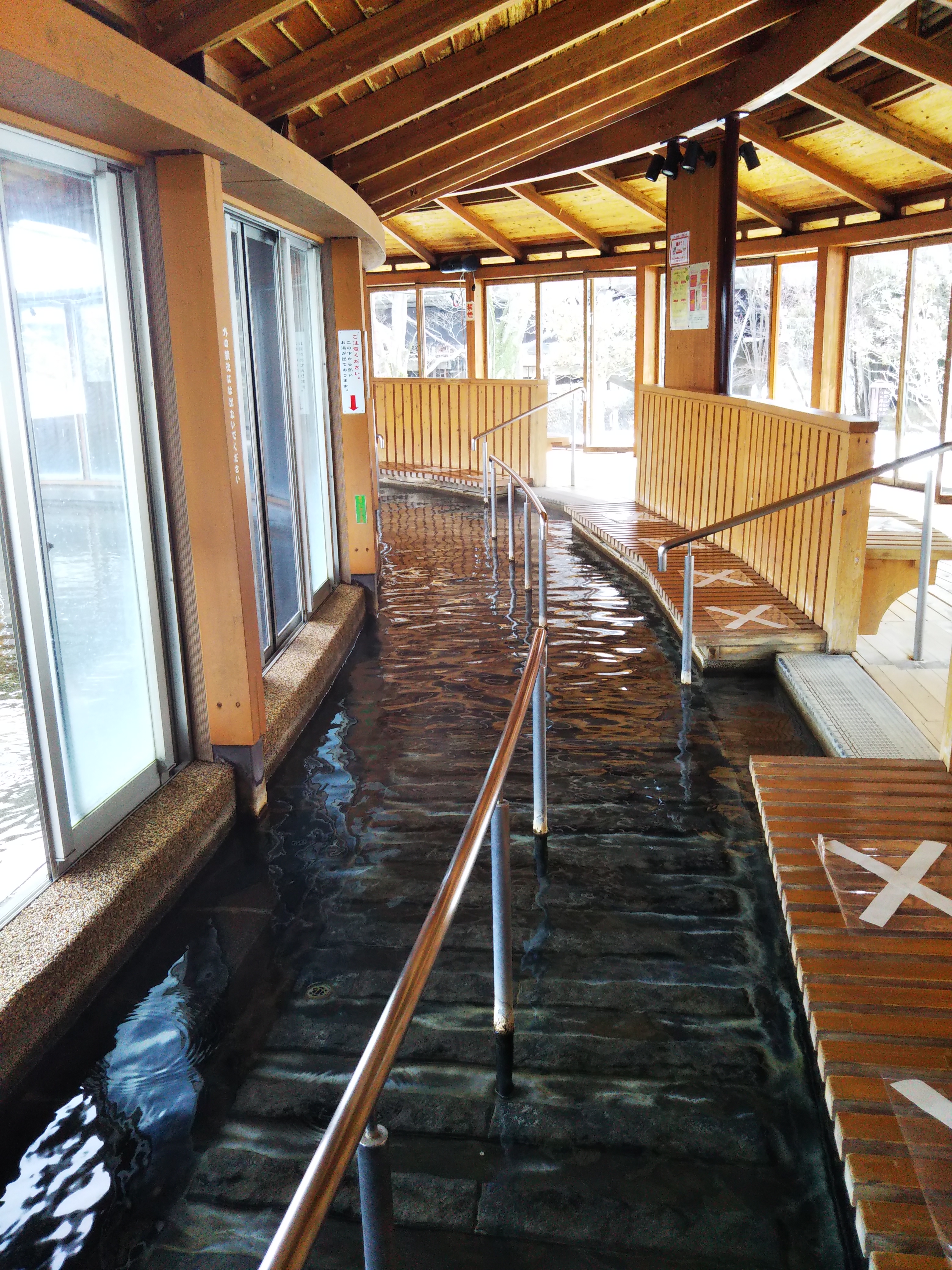
足湯回廊。[注釈 3]

## 交通
- JR宇都宮線西那須野駅・東北新幹線那須塩原駅からJRバス、塩原畑下下車[10]
- 野岩鉄道上三依塩原温泉口駅からゆーバス、塩原畑下、塩原門前または湯っ歩の里入口下車。
- 東北自動車道西那須野塩原インターチェンジから国道400号で約20Km